# Mark Blundell
Mark Blundell (* 8. April 1966 in Barnet, Hertfordshire, England) ist ein ehemaliger britischer Automobilrennfahrer. Er war unter anderem in der Formel 1, in der Champ-Car-Serie und bei Sportwagenrennen aktiv.

## Karriere

### Anfänge im Motorsport
Sein erstes Motorsport-Engagement waren Motocross-Rennen im Alter von 14 Jahren. Er war auf Anhieb erfolgreich, wurde bald einer der besten Fahrer im Vereinigten Königreich und gewann einige Meisterschaften. Im Jahr 1983, mit 17, wechselte er auf vier Räder in die britische Formel Ford. Wieder war er schnell erfolgreich und wurde bereits in der ersten Saison Zweiter in beiden Junior-Meisterschaften mit 25 Siegen und 24 Pole-Positions. Im folgenden Jahr gewann er sowohl die Esso British Formel Ford und die Snetterton Formel Ford 1600. Im Jahr darauf stieg er in die besser motorisierte Formel Ford 2000 auf und gewann prompt die BBC Grandstand Serie. Er kehrte sogar in die Formel Ford 1600 EM zurück, fuhr auf die Pole und beendete das Rennen als Vierter. Im Jahr 1986 gewann er die Europa-Meisterschaft in der Formel Ford 2000.
Zu diesem Zeitpunkt plante Blundell den Aufstieg in den internationalen Motorsport. Er ließ den traditionellen Schritt, die Formel 3, aus und wechselte zu TOMS-Toyota in der Formel 3000. Obwohl er ein wenig konkurrenzfähiges Auto hatte, konnte er einige vielversprechende Erfolge einfahren und sogar Siege feiern. Im Jahr 1987 wechselte er ins Lola-Werksteam. Außerdem nahm er an einigen Formel-3-Rennen teil.
Im folgenden Jahr bekam er eine Formel-1-Testfahrt für das Williams-Team. 1990 beendete er seine Formel-3000-Karriere, um sich auf Sportwagen zu konzentrieren. Im selben Jahr schaffte er bei den 24 Stunden von Le Mans einen neuen Streckenrekord und fuhr als bis dahin jüngster Fahrer der Geschichte auf die Pole-Position.

### Formel 1
Blundell debütierte 1991 beim Großen Preis der USA in Phoenix auf einem Brabham. Den ersten Punkt fuhr er in seinem elften Rennen, dem Großen Preis von Belgien in Spa-Francorchamps ein. Er erneuerte außerdem seinen Testvertrag mit Williams. Im Jahr darauf bekam er keinen Stammplatz und wurde stattdessen Testfahrer von McLaren. Parallel dazu fuhr Blundell wieder Sportwagen-Rennen und gewann mit Peugeot, gemeinsam mit Derek Warwick und Yannick Dalmas, die 24 Stunden von Le Mans.
1993 kehrte er als Stammpilot von Ligier in die Formel 1 zurück. Bei den Großen Preisen von Südafrika und Deutschland schaffte er als Dritter jeweils den Sprung auf das Siegerpodest. Für die Saison 1994 wechselte er zu Tyrrell. Sein Fahrzeug war weniger konkurrenzfähig als im Vorjahr, dennoch schaffte er in Spanien erneut einen dritten Platz. Wegen mangelnder Sponsorenunterstützung musste er seinen Platz bei Tyrrell am Saisonende jedoch wieder abtreten und unterschrieb erneut als Testfahrer bei McLaren.

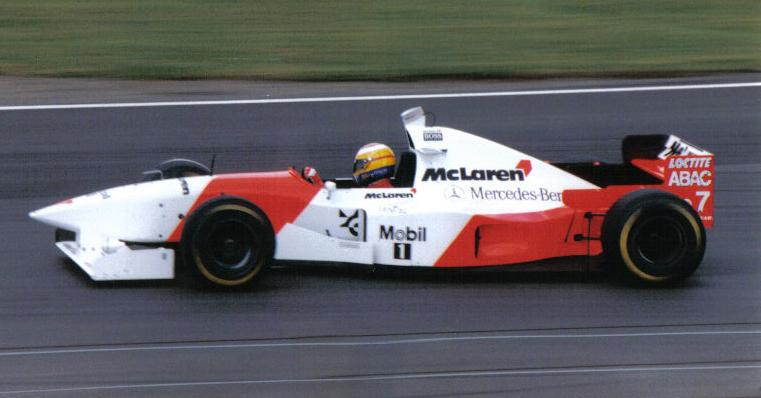
Mark Blundell 1995 im McLaren-Mercedes

Nachdem Ex-Weltmeister Nigel Mansell seinen Vertrag im neu formierten Team McLaren-Mercedes für die Saison 1995 nicht erfüllte, bekam Blundell den vakanten Stammplatz neben dem späteren Doppelweltmeister Mika Häkkinen. Er startete ab dem fünften Rennen (Großer Preis von Monaco) in Mansells MP4/10 mit der Nr. 7, den er bereits in den ersten zwei Saisonrennen als Ersatzfahrer bewegte. Mit 13 WM-Punkten wurde Blundell am Ende Zehnter in der Gesamtwertung, musste jedoch für 1996 dem Schotten David Coulthard weichen, der von Williams kam. Mangels Alternativen beendete Blundell seine Formel-1-Laufbahn und wechselte in die US-amerikanische Champ-Car-Serie.

### Champ Cars
Blundell unterschrieb einen Vertrag beim PacWest-Racing-Team für die Saison 1996. Der ehemalige Formel-1-Fahrer Maurício Gugelmin war dort sein Teamkollege. Blundell wurde am Jahresende Dritter der Rookie-Wertung mit drei Top-sechs-Platzierungen beim Indy 500, beim Detroit Grand Prix und auf dem Michigan International Speedway.
1997 fuhr Blundell Rennsiege in Portland, Toronto und Fontana ein und wurde am Ende Sechster der Meisterschaft. Im selben Jahr wurde er außerdem zum britischen Fahrer des Jahres gewählt. Die Saison 1998 verlief weniger erfolgreich. Anfang 1999 erlitt Blundell einen schweren Unfall. 2000 kehrte er für eine letzte Saison zu PacWest zurück. Allerdings war es eine weitere enttäuschende Saison, er erreichte nur 18 Punkte und wurde 21. der Gesamtwertung. Dies führte zur Trennung von PacWest.

### Sportwagen
Blundell kehrte nach Europa zurück, um sich wieder auf Sportwagen zu konzentrieren. Er konnte die 24 Stunden Le Mans in einem MG Lola nicht beenden.
Er testete ein Champ Car für Dale Coyne Racing, um Darren Manning zu helfen, sich auf sein erstes Champ-Car-Rennen 2002 in Großbritannien vorzubereiten und fuhr beim britischen Lauf der Rallye-Weltmeisterschaft.
2003 konnte er große Erfolge bei den Sportwagen feiern. Zusammen mit Johnny Herbert und David Brabham wurde er Zweiter bei den 24 Stunden von Le Mans mit Bentley. Er wurde außerdem Dritter beim 12-Stunden-Rennen von Sebring, als bester Bentley-Fahrer.

## Statistik

### Statistik in der Formel 1

#### Gesamtübersicht
| Saison | Team    | Chassis                       | Motor                 | Rennen | Siege | Zweiter | Dritter | Poles | schn. Runden | Punkte | WM-Pos. |
| ------ | ------- | ----------------------------- | --------------------- | ------ | ----- | ------- | ------- | ----- | ------------ | ------ | ------- |
| 1991   | Brabham | Brabham BT59Y / Brabham BT60Y | Yamaha OX99 3.5 V12   | 14     | –     | –       | –       | –     | –            | 1      | 19.     |
| 1993   | Ligier  | Ligier JS39                   | Renault 3.5 V10       | 16     | –     | –       | 2       | –     | –            | 10     | 10.     |
| 1994   | Tyrrell | Tyrrell 022                   | Yamaha 3.5 V10        | 16     | –     | –       | 1       | –     | –            | 8      | 12.     |
| 1995   | McLaren | McLaren MP4/10                | Mercedes-Benz 3.0 V10 | 15     | –     | –       | –       | –     | –            | 13     | 10.     |
| Gesamt | Gesamt  | Gesamt                        | Gesamt                | 61     | –     | –       | 3       | –     | –            | 32     |         |

### Le-Mans-Ergebnisse
| Jahr | Team                             | Fahrzeug               | Teamkollege   | Teamkollege            | Platzierung | Ausfallgrund |
| ---- | -------------------------------- | ---------------------- | ------------- | ---------------------- | ----------- | ------------ |
| 1989 | Nissan Motorsports International | Nissan R89C            | Julian Bailey | Martin Donnelly        | Ausfall     | Unfall       |
| 1990 | Nissan Motorsports Europe        | Nissan R90CK           | Julian Bailey | Gianfranco Brancatelli | Ausfall     | Differential |
| 1992 | Peugeot Talbot Sport             | Peugeot 905B Evo 1 Bis | Derek Warwick | Yannick Dalmas         | Gesamtsieg  |              |
| 1995 | GTC Gulf Racing                  | McLaren F1 GTR         | Ray Bellm     | Maurizio Sandro Sala   | Rang 4      |              |
| 2001 | MG Sports & Racing Ltd.          | MG-Lola EX257          | Julian Bailey | Kevin McGarrity        | Ausfall     | Ölleck       |
| 2002 | MG Sports & Racing Ltd.          | MG-Lola EX257          | Julian Bailey | Kevin McGarrity        | Ausfall     | Defekt       |
| 2003 | Team Bentley                     | Bentley Speed 8        | David Brabham | Johnny Herbert         | Rang 2      |              |

### Sebring-Ergebnisse
| Jahr | Team         | Fahrzeug        | Teamkollege    | Teamkollege   | Platzierung | Ausfallgrund |
| ---- | ------------ | --------------- | -------------- | ------------- | ----------- | ------------ |
| 2003 | Team Bentley | Bentley Speed 8 | Johnny Herbert | David Brabham | Rang 3      |              |

### Einzelergebnisse in der Sportwagen-Weltmeisterschaft
| Saison | Team                             | Rennwagen    | 1   | 2   | 3   | 4   | 5   | 6   | 7   | 8   | 9   |
| ------ | -------------------------------- | ------------ | --- | --- | --- | --- | --- | --- | --- | --- | --- |
| 1989   | Nissan Motorsports International | Nissan R89C  | SUZ | DIJ | JAR | BRH | NÜR | DON | SPA | MEX |     |
| 1989   | Nissan Motorsports International | Nissan R89C  |     | 15  | 8   |     |     | 3   | 3   | 12  |     |
| 1990   | Nissan Motorsports International | Nissan R90CK | SUZ | MON | SIL | SPA | DIJ | NÜR | DON | MOT | MEX |
| 1990   | Nissan Motorsports International | Nissan R90CK |     | DNF | DNF | 10  | 3   | 5   | 6   | 2   | 2   |
| 1992   | Peugeot Talbot Sport             | Peugeot 905  | MON | SIL | LEM | DON | SUZ | MAG |     |     |     |
| 1992   | Peugeot Talbot Sport             | Peugeot 905  | 1   |     |     |     |     |     |     |     |     |